# Acasio
Acasio es una localidad y municipio de Bolivia, ubicado en la provincia del General Bilbao del departamento de Potosí. El municipio tiene una superficie de 432 km² y cuenta con una población de 6.161 habitantes (según el Censo INE 2012). La localidad se halla a una distancia de 595 km de la ciudad de Potosí, la capital departamental.
Fue creado como sección municipal según Ley del 10 de noviembre de 1938, durante la presidencia Germán Busch Becerra.
Los días 22 y 23 de junio de cada año se festeja el Gran Festival del Charango Kinsa Temple, el cual se constituye en patrimonio intangible o inmaterial del municipio.

## Toponimia
El nombre del municipio se debe a los árboles Acacias que se encuentran alrededor de los pueblos y comunidades de la zona.

## Geografía
El municipio de Acasio se encuentra en la Cordillera Central de Bolivia, en la región de transición hacia las tierras bajas del país. 
La temperatura media en la región es de alrededor de 14-15 °C (véase el clima gráfico Arampampa) y varía muy poco de casi 11 °C en junio y julio y casi 17 °C en noviembre y diciembre. La precipitación anual es de 500 mm y tiene una marcada estación seca , de abril a octubre las lluvias del mes 0-20 mm, sólo en el corto plazo humedad caída de enero a febrero de 100 a 140 mm de precipitación mensual.

## Demografía
De acuerdo con el censo boliviano de 2024, la población del municipio de Acasio es de 4 434 habitantes.
La población del municipio disminuyó en una cuarta parte entre 1992 y 2024:
| Año  | Habitantes (municipio) | Fuente |
| ---- | ---------------------- | ------ |
| 1992 | 5 817                  | Censo  |
| 2001 | 5 764                  | Censo  |
| 2012 | 5 679                  | Censo  |
| 2024 | 4 434                  | Censo  |

La esperanza de vida de los recién nacidos en el municipio de Acasio en el censo de 2001 era de 51,2 años, la alfabetización para personas mayores de 15 años en el 58,7 %, la proporción de población urbana 0,0 %. (2001)
24,5 % de la población habla español, el 92,8 % habla quechua, y el 0,8 % aimara. (2001)

## Ubicación
El municipio es uno de los dos municipios en la provincia del General Bilbao, ubicado en la mitad sureste de esta al norte del departamento. Limita al noroeste con el municipio de Arampampa, en el noreste con el departamento de Cochabamba y en el este y sur con la provincia de Charcas. Su expansión de oeste a este es de 35 km y de norte a sur 50 km.
El municipio se compone de 67 pueblos (localidades), la ubicación central del municipio es el pueblo de Acasio con 552 habitantes (censo de 2001) en la parte central oeste del distrito.

## División política
El municipio estaba anteriormente dividido en dos cantones hasta el 2009:
- Cantón Acasio
- Cantón de Taconi de Caine